# Monolatrie
Unter Monolatrie (aus griech. μόνος mónos „einzig“ und λατρεία latreía „Gottesdienst“) versteht man die Verehrung nur einer einzigen Gottheit als Stammes-, Volks-, National- oder Landesgott, der neben anderen Göttern einer ethnischen Götterwelt steht. Ein ähnlicher Begriff ist der Henotheismus, der jedoch eine zeitliche Begrenzung der Verehrung enthält. Der Begriff der Polylatrie beschreibt die Verehrung mehrerer Gottheiten.

## Unterscheidung Monolatrie/Polylatrie zu Monotheismus/Polytheismus
Die Begrifflichkeiten beschreiben das Problem von „Einheit“ und „Vielheit“ des Göttlichen bzw. der transzendenten Mächte. Während mit dem Begriffspaar Mono- versus Polytheismus auf eine „ontologische Fragestellung“ verwiesen wird, also nach der Anzahl und Existenz der Götter gefragt wird, nimmt die „latreiologische Frage“ die Anzahl der Verehrung der Gottheiten in ihren Mittelpunkt.

## Im Alten Testament

### Entwicklung vom Polytheismus zur Monolatrie
Im Alten Testament wird vielfach beschrieben, dass es im vorexilischen Israel (vor 597 v. Chr.) ausgeprägte Phasen der Polylatrie gab (z. B. Richter 2,13 , 1. Sam 7,4 , Jer 32,35 , Hos 11,2 ). Neben JHWH verehrte man auch andere, weibliche und männliche Götter, die auch sonst aus der Umwelt Israels bekannt sind (Polylatrie bzw. Polytheismus). Orte der Verehrung waren in der Regel Kulthöhen, die diesen Göttern geweiht wurden. Andere Höhen waren weiblichen Gottheiten geweiht, z. B. der Aschera, der Gattin des ugaritischen Gottes El, und der Astarte, der assyrisch-babylonischen Fruchtbarkeitsgöttin Ischtar (2 Kön 23,13.15 ).
In den Psalmen haben sich zahlreiche Spuren der Verehrung anderer Götter erhalten. So schildert Ps 77,17–20  JHWH mit Bildern, die sonst dem kanaanäischen Wettergott Baal zugeordnet werden. Ps 82  beschreibt JHWH analog dem ugaritischen obersten Gott El, dem Vorsitzenden der Götterversammlung:

„Gott steht in der Gottesgemeinde und ist Richter unter den Göttern.“

Archäologische Funde bestätigen die Verehrung anderer Götter in vorexilischer Zeit: In Israel wurden Inschriften und Artefakte gefunden, die auf die Verehrung anderer Götter hindeuten. Zum Beispiel wurden 1975 in Kuntilet Ajrud in Juda Inschriften aus dem 8./7. Jh. v. Chr. entdeckt, die vermutlich Segenssprüche von „JHWH und seiner Gattin Aschera“ enthalten.
Dass die Texte der Bibel den Polytheismus zwar erkennen lassen, ihn aber scharf verurteilen, geht auf eine spätere Entwicklung der jüdischen Religion zurück. Anlass für die Abkehr vom Polytheismus und für die Hinwendung zur Monolatrie war der Untergang des Staates Juda. Ihn deutete man als Strafe für die Verehrung anderer Götter (Dtn 28 ).
Diese neue Deutung der eigenen Geschichte führte dazu, dass die biblischen Bücher so (um)gestaltet wurden, dass darin die Verehrung anderer Götter scharf verurteilt wird. Insbesondere das Deuteronomistische Geschichtswerk und der mit dem Deuteronomium abgeschlossene Pentateuch sind Ergebnisse dieser religiösen Neuorientierung. Um den Alleinverehrungsanspruch JHWHs zu unterstreichen, wird im Deuteronomium das Gebot der Monolatrie in die legendäre Frühzeit verlegt und mit der Autorität des Mose verknüpft:

„Höre, Israel, JHWH ist unser Gott, JHWH allein.“

Texte wie der zitierte Psalm 82 werden so ergänzt, dass die anderen Götter degradiert werden:

„6Wohl habe ich gesagt: ‚Ihr seid Götter und allzumal Söhne des Höchsten‘; 7aber ihr werdet sterben wie Menschen und wie ein Tyrann zugrunde gehen.“

In diesen Versen deutet sich bereits der Umschwung von der Monolatrie zum Monotheismus an. Kam es nach Deuteronomium 6,4 nur darauf an, dass Israel keine anderen Götter verehrte – unbeschadet ob andere Völker andere Götter haben –, bedeutet die Weiterentwicklung der Monolatrie zum Monotheismus die kategorische Bestreitung der Existenz anderer Götter. Nur wenige späte Texte der hebräischen Bibel sind in diesem Sinn monotheistisch, z. B. Jes 45,4–7 .

### Kritik
Diese religionsgeschichtliche Interpretation der Entwicklung von einem ursprünglichen Polytheismus zu einer Monolatrie JHWHs und schließlich zum Monotheismus wird von der Mehrheit der Forscher geteilt. Es gibt aber auch kritische Stimmen unter jüdischen wie christlichen Theologen. Diese gestehen zwar zu, dass in Israel andere Gottheiten verehrt wurden, wie es die Texte darstellen, setzen allerdings den Umschwung vom Polytheismus zur Monolatrie nicht in der nachexilischen Zeit an, sondern gehen bereits für die Zeit des Mose von einer Phase der Monolatrie aus. Anstelle eines kritisch rekonstruierten Geschichtsbilds folgen sie damit der Sicht, die die biblischen Texte zu vermitteln suchen. Sie sehen das Gebot, nur einen Gott zu verehren, als eine Offenbarung Gottes an den als historische Person betrachteten Mose an. Die Verehrung mehrerer Götter in der Königszeit ist dann mit dem Deuteronomistischen Geschichtswerk als Abfall von diesem mosaischen (göttlichen) Gebot zu werten, für den die führende Schicht aus dem Südreich Juda mit dem babylonischen Exil bestraft wurde. Ein ähnliches Schicksal ereilte Jahrzehnte zuvor schon das Nordreich Israel, dessen religiöse Traditionen auf dortigem Gebiet von den Samaritanern fortgeführt wurden.